# Gram
För andra betydelser, se Gram (olika betydelser).
Gram (SI-symbol: g) är en massenhet. Ursprungligen definierades gram som massan av 1 cm3 vatten vid temperaturen 4 °C, men är nu definierad utifrån den fysikaliska konstanten Plancks konstant
Gram var grundenhet för massa i cgs-systemet, men i SI är det i stället kilogram.